# Patricia Anne Ponder Maxwell
Patricia Anne Ponder (n. 1942 cerca de Goldonna, Luisiana, EE. UU.) es una escritora norteamericana de novelas góticas y novelas románticas bajo los nombres de Patricia Maxwell, Elizabeth Trehearne, Patricia Ponder, Maxine Patrick y el más popular, Jennifer Blake a quien definen como "La Magnolia de Acero de la Literatura Femenina".

## Biografía
Patricia Anne Ponder nació en 1942 y es la séptima generación nacida en el estado de Luisiana (Estados Unidos). Nació en una casa centenaria construida por sus abuelos cerca de Goldonna. Creció en la granja de ochenta acres de sus padres en el norte de Luisiana. Su padre nunca tuvo la oportunidad de cumplir su sueño de ser periodista, y su madre le inculcó el amor por la lectura, por lo cual es lógico que durante su adolescencia fuera una lectora voraz.
Patricia se casó a la tierna edad de 15 años con el Sr. Maxwell y durante años, se dedicó exclusivamente a su matrimonio. Con 21 años decidió dar el paso de la lectura a la escritura, pero no fue hasta los 27 años que logró vender su primera obra, una novela gótica.
El matrimonio ha tenido cuatro hijos, que en la actualidad ya la han dado trece nietos.
Desde 1998, ella y su marido, se trasladaron a "Sweet Briar" (Madera de Brezo Dulce), una casa al estilo caribeño que ellos mismos diseñaron y mandaron construir, en el norte de Luisiana. Allí Patricia pasa la mayor parte del tiempo libre de que dispone después de escribir, atendiendo su hermoso jardín, aunque también disfruta con las antigüedades, la pintura y la costura.
Patricia ha escrito bajo varios seudónimos y en una variedad de géneros. Comenzó publicando con su nombre de casada: Patricia Maxwell cuentos de suspense y misterios góticos, escribiendo 8 de este tipo para la Fawcett Gold Medal y la Popular Library, entre 1970 y 1978, y también un romance histórico en 1977. En 1973 publicó como Elizabeth Trehearne su última novela de género gótico: Storm at midnight. Con la disminución del mercado gótico, ella probó a escribir bajo el seudónimo de Patricia Ponder un misterio de asesinato y un cuento de suspense. Bajo el seudónimo de Maxine Patrick escribió seis ligeros romances contemporáneos para New American Library entre 1978 y 1980. Pero fue en 1977 cuando con un romance histórico: Love's wild desire, logró situarse en la lista de Best-Sellers del prestigioso New York Times, desde entonces centró su atención en el mercado histórico-romántico. Finalmente en 1979 comenzó a usar su seudónimo más afamado: Jennifer Blake, con el que ganó el sobre-nombre de "La Magnolia de Acero de la Literatura Femenina", y que en la actualidad es el único seudónimo que utiliza. Además de lograr destacados puestos en las listas de best-sellers más importantes, ha logrado un sólido prestigio internacional. Muchas de sus novelas están situadas en su amada Luisiana, un marco de incomparable romanticismo para la autora.

### Como "Patricia Maxwell"
- The Secret of the Mirror House, 1970
- Stranger at Plantation Inn, 1971
- The Bewitching Grace, 1973
- The Court of the Thorn Tree, 1973
- Dark Masquerade, 1974
- Bride of a Stranger, 1974
- Love's Wild Desire, 1977
- The Notorious Angel, 1977
- Sweet Piracy, 1978
- Night of the Candles, 1978

### Como "Elizabeth Trehearne"
- Storm at Midnight, 1973

### Como "Patricia Ponder"
- Haven of Fear, 1974
- Murder for Charity, 1974

### Como "Maxine Patrick"
- The Abducted Heart, 1978
- Bayou Bride, 1979
- Snowbound Heart, 1979
- Captive Kisses, 1980
- Love at Sea, 1980
- April of Enchantment, 1981

### Como "Jennifer Blake"
- Tender Betrayal, 1979 (Una dulce traición, 2000/08)
- The Storm and the Splendor, 1979 (Tormenta y esplendor, 1996/01)
- Golden Fancy, 1980
- Embrace and Conquer, 1981 (Vendaval en el Caribe, 2000/08)
- Midnight Waltz, 1984 (Vals de medianoche, 1984/01; 1987/09; 1997/07; 2000/09)
- Surrender in Moonlight, 1984 (Rendición bajo la Luna, 1984/01; 1994/03)
- Fierce Eden, 1985 (Paraíso violento, 1986/01; 1994/02)
- Prisoner of Desire, 1986 (Prisionera del deseo, 1987/01; 1989/03; 1993/06)
- Louisiana Dawn, 1987
- Southern Rapture, 1987 (Éxtasis, 1989/04; 1996/01)
- Perfume of Paradise, 1988 (Perfume de paraíso, 1989/06; 1991/04)
- Love and Smoke, 1989
- Spanish Serenade, 1990 (Serenata, 1991/03; 1994/02; 1995/12)
- Joy and Anger, 1991
- Wildest Dreams, 1992 (Sueños salvajes, 1991/03; 1996/06)
- Arrow to the Heart, 1993 (Una flecha al corazón, 1995/11; 1998/02; 2001/04)
- "Besieged Heart" in Secret of the Heart, 1994
- "Dream Lover" in A Dream Come True, 1994
- Shameless, 1994 (Miedo de amarte, 1996/01)
- "The Warlock's Daughter" in Star-Dust, 1994
- "Out of the Dark" in A Purrfect Romance!, 1995
- "Reservations" in Honeymoon Suite, 1995
- A Vision of Sugarplums in Joyous Season, 1996
- "Pieces of Dreams" in The Quilting Circle, 1996 and in With Love, 2002
- Silver-Tongued Devil, 1995
- Tigress, 1996
- "Love in Three-Quarter Time" in Unmasked, 1997
- Garden of Scandal, 1997 (El jardín del escándalo, 2002/04; 2006/09)
- "John 'Rip' Peterson" in Southern Gentleman, 1998
- Rogue's Salute, 2007

#### Ruthenia's Royal Family Saga(Saga Familia Real de Ruthenia)
1. Royal Seduction, 1983 (Seducción real, 1986/01; 1978/01; 1996/05 = Intriga y seducción, 1997/05; 2000/04)
2. Royal Passion, 1985 (Pasión real, 1986/01, 1994/03)

#### Louisiana's Gentlemen Saga(Saga Caballeros Benedith de Luisiana)
1. Kane, 1998 (Kane, 2006/04)
2. Luke, 1999 (Luke, 2006/10)
3. Roan, 2000 (Roan, 2007)
4. Clay, 2001
5. "Adam" in With a Southern Touch, 2002
6. Wade, 2002

#### Masters at Arms Series
1. Challenge to Honor, 2005
2. Dawn Encounter, 2006